# Serie Mundial de 2003
La Serie Mundial de 2003 fue la edición 99 del campeonato de béisbol de las Ligas Mayores. Los Florida Marlins vencieron en seis juegos 4-2 a los New York Yankees. En esta Serie Mundial el equipo perdedor anotó más carreras que el equipo ganador, los Yankees perdieron a quedar 21-17 en carreras anotadas en la serie.
Los Yankees hicieron su sexta aparición en ocho años, tras haberla ganado en 1996, 1998, 1999, 2000 y perderla en 2001. En cambio para los Florida Marlins era su segunda participación en sus 11 años de historia después de coronarse en 1997. Los Marlins se convirtieron en el segundo equipo consecutivo; calificado via Wild Card en ganar la Serie Mundial, los Anaheim Angels la ganaron en 2002.

## Resumen
NL Florida Marlins (4) vs AL New York Yankees (2)
| Juego | Marcador                                               | Fecha         | Lugar              | Público |
| ----- | ------------------------------------------------------ | ------------- | ------------------ | ------- |
| 1     | Florida Marlins – 3, New York Yankees – 2              | 18 de octubre | Yankee Stadium (I) | 55,769  |
| 2     | Florida Marlins – 1, New York Yankees – 6              | 19 de octubre | Yankee Stadium (I) | 55,750  |
| 3     | New York Yankees – 6, Florida Marlins – 1              | 21 de octubre | Pro Player Stadium | 65,731  |
| 4     | New York Yankees – 3, Florida Marlins – 4 (12 innings) | 22 de octubre | Pro Player Stadium | 65,934  |
| 5     | New York Yankees – 4, Florida Marlins – 6              | 23 de octubre | Pro Player Stadium | 65,975  |
| 6     | Florida Marlins – 2, New York Yankees – 0              | 25 de octubre | Yankee Stadium (I) | 55,773  |

## Jugador Más Valioso
Josh Beckett de los Florida Marlins se convirtió en el jugador más valioso iniciando dos juegos en la Serie Mundial y ganando el decisivo sexto juego al lanzar una blanqueada permitiendo tan solo 5 hits.
| Jugador      | Equipo | L | J | JI | ERA  | G | P | S | JC | IL   | H | CL | BB | P  |
| Josh Beckett | FLA    | N | 2 | 2  | 1.10 | 1 | 1 | 0 | 1  | 16.1 | 8 | 2  | 5  | 19 |

L: Liga J: Juegos JI: Juegos Iniciados ERA: Porcentaje de carreras limpias permitidas G: Juegos Ganados P: Juegos Perdidos S: Juegos Salvados JC: Juegos Completados IL: Innings Lanzados H: Hits CL: Carreras Limpias BB: Bases por Bolas P: Ponches
|                                                         |
| Campeón de las Grandes Ligas Florida Marlins 2.º título |